# Anyphaena otinapa
Anyphaena otinapa là một loài nhện trong họ Anyphaenidae.
Loài này thuộc chi Anyphaena. Anyphaena otinapa được miêu tả năm 1975 bởi Norman I. Platnick & Lau.